# 乾留
乾留・乾溜（かんりゅう）とは、不揮発性の固体有機物を空気を断ったまま強熱して熱分解すると同時に、その分解生成物を揮発性有機化合物と不揮発性物質に分けることである。

## 概要
空気を断つことによって自然発火を抑え、熱分解反応を進行させる。熱分解の結果、水や二酸化炭素、可燃性ガス、揮発性有機化合物などが生成して留出し、炭素や炭酸塩が残る。
実験室的な例では酢酸ナトリウムの乾留によるメタンの発生が挙げられる。
CH3COONa + NaOH → Na2CO3 + CH4↑
産業上の利用例としては石炭の乾留によるコークスとコールタールの製造、木材の乾留による木炭・木酢液・木タールの製造、生ゴミを乾留して炭と可燃性ガスに変え、燃料として再資源化することなどがある。
歴史的な例としてはトーマス・エジソンは日本の竹を乾留して得られた炭素電極を使用して白熱電球を発明した。また太平洋戦争末期の日本で針葉樹の根を乾留して得られる松根油を航空機燃料とする検討が行われたことがある。
例えば木を乾留すると木タール・木酢液・木ガスが発生する。ちなみに木酢液は強い酸性を示しBTB液をたらすと黄に変化する（青リトマス紙は赤に変化）。木ガスは水素・一酸化炭素・メタンが含まれている気体である。
また酢酸カルシウムを乾留するとアセトンと炭酸カルシウムが得られる。